# Высший специализированный суд Украины по рассмотрению гражданских и уголовных дел
Высший специализированный суд Украины по рассмотрению гражданских и уголовных дел — суд кассационной инстанции для гражданских и уголовных дел в системе судов общей юрисдикции Украины, который существовал до 2017 года.
Судебная реформа 2016 года предусмотрела ликвидацию Высшего специализированного суда Украины по рассмотрению гражданских и уголовных дел в связи с образованием нового Верховного Суда. Это произошло 15 декабря 2017, после чего заработал Кассационный суд.
Функции кассационного производства по соответствующим делам перешли к составным частям Верховного Суда: Кассационного уголовного суда и Кассационного гражданского суда.

## История
В системе судов общей юрисдикции с 1 ноября 2010 действовал Высший специализированный суд Украины по рассмотрению гражданских и уголовных дел (ВССУ), образованный 1 октября 2010 Указом Президента Украины от 12 августа 2010 «О Высшем специализированном суде Украины по рассмотрению гражданских и уголовных дел».
В соответствии с полномочиями, определенными Законом Украины «О судоустройстве и статусе судей», ВССУ:
- осуществляет правосудие в порядке, установленном процессуальным законом и в случаях, предусмотренных процессуальным законом;
- рассматривает дела соответствующей судебной специализации в качестве суда первой или апелляционной инстанции;
- анализирует судебную статистику, изучает и обобщает судебную практику;
- оказывает методическую помощь судам низшего уровня с целью одинакового применения норм Конституции и законов Украины в судебной практике на основе ее обобщения и анализа судебной статистики;
- дает специализированным судам низшего уровня рекомендательные разъяснения по вопросам применения законодательства по решению дел соответствующей судебной специализации;
- осуществляет другие полномочия, определенные законом.

До октября 2012 года Председателем ВССУ был Фесенко Леонид Иванович. Потом Председателем ВССУ стал Гулько Борис Иванович.
Заместителями Председателя ВССУ были Пшонка Николай Павлович (с декабря 2010 года до октября 2012), Вильгушинский Михаил Иосифович (с января 2011 до июня 2013 года), Червинская Марина Евгеньевна и Кравченко Станислав Иванович после 2013 года.
Руководителем аппарата был Капустинский Виктор Анатольевич, а его заместителем Сердюк Валентин Васильевич.
На первом собрании судей, которое состоялось 26 октября 2010 образовались судебные палаты и был утвержден их количественный состав: судебная палата по гражданским делам включала 70 судей, судебная палата по уголовным делам — 50 судей.
До апреля 2014 года в ВССУ избрали 90 судей.
В своей деятельности ВССУ руководствовался Конституцией Украины, законами Украины «О судоустройстве и статусе судей», «О Высшем совете юстиции», «О доступе к судебным решениям», «О государственной службе», «О доступе к публичной информации», Указом Президента Украины «О Высшем специализированном суде Украины по рассмотрению гражданских и уголовных дел», гражданским процессуальным кодексом Украины, уголовным процессуальным кодексом Украины, Положением об автоматизированной системе документооборота суда, утвержденным решением Совета судей Украины № 30 от 26 ноября 2010 года.